# Brenton Wood
Brenton Wood, född Alfred Jesse Smith den 26 juli 1941 i Shreveport, Louisiana, död 3 januari 2025 i Moreno Valley, Kalifornien, var en amerikansk sångare och låtskrivare. Han började intressera sig för musik på slutet av 1950-talet men det dröjde fram till 1967 innan han fick framgång som artist, främst med "The Oogum Boogum Song" och hans största hit "Gimme Little Sign". Han lyckades inte följa upp framgångarna men fortsatte ändå uppträda och spela in album då och då.

## Diskografi (urval)
Studioalbum
- 1967 – Oogum Boogum
- 1967 – Baby You Got It
- 1977 – Come Softly
- 1986 – Out of the Woodwork
- 2001 – This Love Is for Real
- 2009 – Lord Hear My Prayer

Hitsinglar
- 1967 – "The Oogum Boogum Song" (US #34, US R&B #19)
- 1967 – "Gimme Little Sign" (US #9, US R&B #19)
- 1967 – "Baby You Got It" (US #34, US R&B #30)
- 1968 – "Lovey Dovey Kinda Lovin'" (US #99)
- 1977 – "Come Softly To Me" (US R&B #92)